# 战地：叛逆连队2
《戰地風雲：惡名昭彰2》是由EA DICE制作，美商藝電发行的一款第一人稱射擊遊戲，是《戰地風雲：惡名昭彰》的续作。遊戲使用了升级版的寒霜1.5引擎，以从宏观到细节的破坏效果为特色。游戏推出PC、PS3、Xbox 360三個版本，同时于2010年3月2日在北美上市，于3月5日在欧洲上市。
從2017年開始，Xbox One可透過兼容機能遊玩《戰地風雲：惡名昭彰2》和《戰地風雲3》。

## 表现效果
今續作作品游戏使用加强版的寒霜1.5引擎，特别是加入了Destruction 2.0破坏效果系统，较《战地：叛逆连队》能进行更为彻底的破坏。在前作中，建筑物的框架不能够被摧毁，而在《战地：叛逆连队2》中，整座房屋可以被炸得轰然倒塌。除此之外，游戏引入了“微型破坏”功能（micro destruction），大石块、木箱等物体可以被炸出一个洞，而不是整个摧毁；子弹可以只打掉铁板的一个角，而不是将其完全破坏掉。
PC版的《战地：叛逆连队2》引入了部分DirectX 10和DirectX 11技术，比次世代主機上更為進階的破坏效果、畫面特效以及可體驗更高的解像度。
此外，游戏加入了血迹效果，是战地系列的首例。
音效部份則沿用了自《戰地風雲：惡名昭彰》以來的高動態聲音渲染（HDR Audio）技術及與瑞典軍方合作錄製的各式實際武器、載具音效。

## 戰役模式
《戰地風雲：惡名昭彰2》继续提供精彩的戰役模式，共有13關。玩家將繼續扮演普雷斯顿·马罗威（Preston Marlowe），与「B連隊」一同从南美到阿拉斯加与進攻全世界的俄羅斯軍隊，在冰天雪地的山頂、茂密的叢林、煙塵瀰漫的村莊展開戰鬥。
1944年，太平洋戰爭。一位有意投奔美國的日本科學家提供情報，日本軍方正在秘密研究大殺傷力武器試圖扭轉頹勢。美軍派出兩個4人小隊在深夜潛入日軍基地，A隊不幸被守軍射殺，B隊則成功與該科學家接觸。天亮時分，美軍主力對基地發動攻勢，B隊與科學家奪取了一部日本潛艇撤離。正當大家認為作戰成功的時候，日軍啟動秘密武器進行反擊，在場的所有人都葬身大海。
時間快進到21世紀。俄國利用強大的軍隊開始對世界各國發起侵略。美軍指派「B連隊」前往冰天雪地的俄國軍事基地附近進行偵察任務，同時也是他們「最後的任務」，內容是帶走一名潛入俄軍內部的美國特務。不幸的是，俄軍抓到了特務並且當場處決，B連隊只好與俄軍正面交鋒，在戰鬥機支援下搶奪一輛俄軍車輛逃出。大家發現搶來的車上有一個疑似日軍秘密武器的複製品，在交給總部檢查後卻被告知是個假貨，不過也算是重要情報。因為B連隊在此次任務中表現出色，他們被調配到中央情報局的特別活動部門，專門探查秘密武器，並且摧毀俄軍的計畫。
可是，即使B連隊成功毀滅了秘密武器，但俄軍照樣對美國發動侵略作戰，B連隊「做完這個任務就可以退役回家」的夢想不幸破滅了。

## 联机游戏
《战地：叛逆连队2》的Xbox 360、PS3版本支持最多24人同时对战，而PC版本则支持32人。
经典的联机游戏模式有“狂襲”（Rush）模式和传统的“征服”（Conquest）模式。狂襲模式与《战地：叛逆连队》的“夺金战”模式类似，玩家将分为攻防两方，攻防需要在兵力值耗尽前用定时炸弹或其它武器击破守方守卫的6-8个箱子（通訊器）。“征服”模式则与其它战地系列游戏保持一致，不过指挥官的角色仍然没有出现，而轰炸支援等特殊技能则由每名玩家控制。游戏另外还有两个全新的游戏模式，分別為「小隊狂襲」（Squad Rush），即四對四的兩小隊攻守盒子，此外則是「小隊生死鬥」（Squad Deathmatch）由四個小隊在地圖上互戰，並比較擊殺數。後两个模式以小队为作战单位，非常重视团队配合。

### 团队合作
一个阵营的士兵仍然可以分为若干小队，每队最多4人。小队内部有分立的语音通话系统；当一个小队员发现敌人时，他可以通过“报点”让该敌人显示在其它小队成员的小地图上。加入小队的玩家阵亡后可以在其它任何生存的小队员身边重生。

### 单兵作战
玩家可以在突击兵、医疗兵、侦察兵、工程兵等4个兵种中选择。每个兵种可以在一定范围内自由选择自己上场用的武器、道具和特殊能力。多人游戏中一共有46种武器、15种道具和13种特殊能力供玩家选择。不少武器移植自《战地：叛逆连队》，但是精度被调得略低，射速则更高。
解锁武器中有若干款来自《战地1943》的二战武器，购买《战地1943》或《战地：叛逆连队2：限量版》的玩家可以直接获得。DICE于8月在官方博客上发起投票，请玩家选择自己喜爱的二战经典武器。最终，灵活性强的汤普森冲锋枪和经典的M1911手枪获选。
尽管在玩家不受攻击时可以自动恢复生命值，但此过程相当缓慢。医疗兵放置在地上的医疗包则可以为附近的士兵快速恢复生命值（包括敌军）。此外，医疗兵配备了电击起搏器，可以用来救活重伤倒地的友军。
游戏特意设定了近身武器攻击快捷键，玩家无需切换武器，就可以快速使用贴身匕首进行防御或偷袭。

### 武装载具
在多人游戏中玩家能驾驶15种可移动载具，包括轻型越野车、装甲运输车、坦克、武装直升机，以及《战地：叛逆连队》中没有的运输直升机等战地系列经典载具。游戏中引入了新载具全地形突击车格外抢眼，尽管不具有攻击性，这种轻型载具可以在复杂多变的战场中提供很快的速度和很强的灵活度。
《战地：叛逆连队2》是首款能够自定制载具的战地系列游戏。玩家可以根据自己的作战风格和战术需要，从更厚的装甲、更强的武器、烟幕弹、电子战系统、加强版瞄具等升级中有限地选择、应用到自己的载具上。
固定翼战斗机、轰炸机将扮演战斗支援的角色，玩家在联机游戏中不能够直接操作固定翼飞机。

## BETA测試版
2009年11月19日，官方于PlayStation 3发布封闭的测试版游戏。测试版内，玩家可在“突击”模式下进行“亚里加港”（Arica Harbour）的多人游戏，扮演美国或俄罗斯士兵与另外23名玩家相互对抗。在北美地区，于Best Buy、Gamestop网站预购游戏的玩家和IGN网付费用户可获得数量有限的测试资格号（Beta-Key）；其它地区的玩家则需等待官方发出更多资 格号后获取。同样的封闭测试版于2009年12月登陆PC平台。而由于微软的相关安排紧张，游戏不会在Xbox 360平台推出测试版。
在2010年初游戏正式上市前夕，官方会为三个平台提供BETA测試版。

## 发售计划
游戏于2010年3月2日在北美地区上市，3月5日在西欧地区上市。PC版将和游戏机版同时发布。
游戏发布前期，游戏推出数量有限的《限量版》（Limited Edition）。购买限量版后，玩家可以免去“加强载具护甲”（Improved Vehicle Armor）、“特级载具火力”（Supreme Vehicle Firepower）、“车载雷达”（Vehicle Motion Sensor）三种载具升级的解锁过程。同时，限量版玩家能够免解锁获得“导弹追踪飞镖”（Tracer Dart Pistol），以及移植自《战地1943》的汤普森冲锋枪和M1911手槍。限量版包装盒上注明“限量版”字样，而其售价则与普通零售版相同。
在Gamestop预购《战地：叛逆连队2》的玩家，还可在游戏中免解锁获得AKS-74U突击步枪。

## 追加內容
2010年6月，EA Digital Illusions CE公佈了《惡名昭彰2》的追加內容《再戰越南》。包含多人連缐模式，全新的兩支軍隊——北越軍和美軍，T-54、M48和UH-1等經典軍用載具和M16A1、AK-47等越戰時期武器。玩家在《再戰越南》的進度跟《惡名昭彰2》本篇的進度合併計算，不過兩邊的武器裝備不可通用。《再戰越南》在2010年12月18至21日陸續開始販售。
Onslaught是《惡名昭彰2》的另一個追加內容，包含最多四個玩家聯合對抗無數AI對手的PVE模式。此內容於2010年6月22至24日陸續開始販售，只提供PS3與Xbox 360版本。預定在2011年推出的PC版則因為DICE正在集中精力開發《戰地風雲3》而取消。
《SPECACT套件升級》和兵種捷徑是解開遊戲內內容的套件。兵種捷徑可使玩家立即解開需要升級才可獲得的裝備，SPECACT套件則是為各個兵種提供外觀升級，不影響進度和平衡。
《再戰越南》和《SPECACT套件升級》包含在《惡名昭彰2》豪華版當中。

## 相關条目
- 支持DirectX 10游戏列表
- 支持DirectX 11游戏列表
- 战地：叛逆连队
- 寒霜引擎
- EA Digital Illusions CE